# Brachystegia puberula
Brachystegia puberula är en ärtväxtart som beskrevs av Burtt Davy och John Hutchinson. Brachystegia puberula ingår i släktet Brachystegia och familjen ärtväxter. IUCN kategoriserar arten globalt som livskraftig. Inga underarter finns listade i Catalogue of Life.